# Chantage à Washington
Pour plus de détails, voir Fiche technique et Distribution.
Chantage à Washington (Savage) est un téléfilm américain réalisé par Steven Spielberg et diffusé en 1973 sur NBC.

## Synopsis
Un reporter enquête sur des photos compromettantes touchant un candidat à la Cour suprême américaine.

## Fiche technique
- Titre anglais : Savage
- Titre français : Chantage à Washington
- Réalisation : Steven Spielberg
- Scénario : Richard Levinson, William Link et Mark Rodgers
- Musique : Gil Mellé
- Directeur de la Photographie : Bill Butler
- Montage : Edward M. Abroms et Steven Spielberg
- Création des décors : William H. Tuntke
- Création des costumes : Grady Hunt
- Producteur : Paul Mason
- Producteurs exécutifs : Richard Levinson et William Link
- Compagnie de production : Universal Television
- Compagnie de distribution : Universal Pictures
- Durée : 73 minutes
- Pays :  États-Unis
- Langue : anglais mono
- Format image : Couleurs Technicolor - 1.33 : 1
- Son : Mono
- Date de 1re diffusion américaine : 31 mars 1973[1]

## Distribution
- Martin Landau (VF : Serge Sauvion) : Paul Savage
- Barbara Bain (VF : Nadine Alari) : Gail Abbott
- Will Geer (VF : Georges Riquier) : Joel Ryker
- Paul Richards (VF : Maurice Sarfati) : Peter Brooks
- Michele Carey (VF : Michèle André) : Allison Baker
- Barry Sullivan (VF : Jean Michaud) : le juge Daniel Stern
- Louise Latham (VF : Nelly Vignon) : Marion Stern
- Dabney Coleman (VF : Bernard Tiphaine) : Ted Seligson
- Bill Quinn (VF : Robert Le Béal) : le sénateur Havilland
- Susan Howard : Lee Reynolds
- Warren J. Kemmerling (VF : Jacques Richard) : le lieutenant Chambers / le journaliste
- Jack Bender (VF : Yves-Marie Maurin) : Jerry
- Victor Millan : le directeur